# Welkenraedt
Welkenraedt er en landkommune i Ardennerne, i Vallonien i provinsen Liège i Belgien. Kommunen havde 10.068  indbyggere i 2020. Kommunens officielle sprog er fransk, men da området ligger nær flere grænser, så er den sproglige situation kompliceret. 

## Nabokommuner
På trods af den korte afstand til Tyskland og Holland, så er Welkenraedt helt omgivet af andre belgiske kommuner.
Mod øst grænser kommunen op til Kanton Eupen (Eupener Land), mod nord til Plombières Kommune, mod vest er naboerne Thimister–Clermont og Dison kommuner, mod syd grænser kommunen op til Limbourg og Baelen kommuner.

## Sprog
Det lokale sprog er plattysk eller platdietse (er lokalt en overgangsdialekt mellem østlimburgisk og ripuarisk).
I 1918 afskaffede den midlertidige belgiske admistration højtysk som det officielle sprog. I stedet blev fransk myndighedernes sprog. Samme år blev fransk det eneste skolesprog.
Tysk (standardtysk) og hollandsk betragtes som hvilende mindretalssprog, men disse sprog bruges p.t. ikke i officielle sammenhænge.